# Akim (Volk)
Die Akim sind ein Volk in Ghana. Die Akim gehören zur Volksgruppe der Akan, ebenso wie die verwandten Ethnien Aschanti, Fanti, Ahafo, Akwamu, Assin, Dankyira, Akwapim und Kwawu.
Die Akan sind insgesamt die größte Volksgruppe in Ghana.